# Martin Schian
Martin Albert Ernst Richard Schian (* 10. August 1869 in Liegnitz; † 11. Juli 1944 in Breslau) war ein deutscher evangelischer Theologe und Professor. Weiterhin war er ehemaliger Abgeordneter des Landtags des Volksstaates Hessen in der Weimarer Republik.

## Leben
Martin Schian war der Sohn des Pastors Robert Schian und dessen Frau Marie geborene Merensky. 1893 heiratete er in Breslau Wally geborene Lincke. Er studierte in Greifswald, Breslau und Halle evangelische Theologie.
Schian war ab 1896 Pfarrer in Dalkau (Landkreis Glogau, poln.: Głogów), 1902 in Görlitz sowie 1906 in Breslau, wo er auch als Privatdozent für Praktische Theologie an der Universität lehrte. 1908 wurde er ordentlicher Professor an der Justus-Liebig-Universität Gießen. 1924 übernahm er das Amt eines Generalsuperintendenten für den Sprengel Regierungsbezirk Liegnitz. 1928 wurde er Honorarprofessor an der Universität Breslau. Per Schreiben vom 24. Juni 1933 beurlaubte ihn August Jäger, preußischer Staatskommissar für die evangelischen Landeskirchen, mit sofortiger Wirkung.
Am 1. Juli 1933 schrieb Schian dazu: „Mein Gewissen gebietet mir aber, Ihnen, sehr geehrter Herr Staatskommissar, mitzuteilen, daß ich diese Beurlaubung nicht als rechtsgültig ansehen kann. Ich kenne als fachkundiger Theologe die Kirchenverfassung der altpreußischen Union und die ihr durch die Reichsverfassung gegebenen und vom Herrn Reichskanzler gewährleisteten Rechte genau genug, um zu wissen, daß es keinen Rechtstitel gibt, auf den sich dieser Akt stützen kann.“
Von 1900 bis 1927 war Schian Vorsitzender des Vereins für schlesische Kirchengeschichte.

## Politik
Martin Schian war Mitglied der DVP. 1921 bis 1924 war er für seine Partei Mitglied des hessischen Landtags. Sein Nachfolger im Landtag war Wilhelm August Dollinger.

## Schriften (Auswahl)
- Die Innere Mission in Schlesien. 6. Aufl. 1886 durch Vater Robert Schian (!).
- Das kirchliche Leben der ev. Kirche der Provinz Schlesien. Tübingen 1903.
- Praktische Predigtlehre. Göttingen 1911 (3. Aufl. 1923).
- Die Arbeit der evangelischen Kirche im Felde 1914–1918. Berlin 1921 (= Die deutsche evangelische Kirche im Weltkriege 1)
- Grundriß der praktischen Theologie. Gießen 1921–1922 (3. Aufl. 1934).
- Handbuch für das kirchliche Amt. Leipzig 1927–1928.
- Der junge Pfarrer, Dresden 1936.
- Kirchliche Erinnerungen eines Schlesiers. Görlitz 1940.

Schian rezensierte Anfang der 1920r Jahre in Gießen für die Theologische Literaturzeitung elf von Friedrich Niebergall herausgegebene Predigten „recht verschieden denkender Pfarrer“, darunter z. B. vom Herausgeber selbst und u. a. von dem Erfurter evangelischen Pfarrer Adam Ritzhaupt. Ein Beweggrund für die Besprechung war für Schian, dass zwar „für das Studium der Kriegspredigt 1914/18 ... reichlicher Stoff vorhanden (ist); für das (Studium) der Predigt aus der Revolutionszeit ... er (der Stoff) knapp sein“ dürfte. Der Rezensent teilte in seiner kritischen Besprechung mit, dass „die Sammlung ... jedenfalls wertvoll (ist), auch in dem Sinn, daß der Prediger daran prüfe, welche Wege für ihn passen – und welche nicht.“